# 69 (grup de música)
69 (xinès simplificat: 69乐队, pinyin: 69 Yuèduì) fou una banda punk rock de la República Popular de la Xina. Van formar-se l'agost del 1996 amb Liang Wei Peter a les veus, Li Peng a la guitarra i Gao Yang a la bateria.
Apareixen a Beijing a finals de la dècada del 1990, amb un so més hardcore que les pioneres Dixia Ying'er i Maitian Shouwangzhe. Formaren part del col·lectiu Wuliao Jundui, juntament amb Brain Failure, Reflector i Anarchy Boys.